# Ewald Antonowitsch von Stackelberg
Baron Ewald Antonowitsch von Stackelberg (russisch Эвальд Антонович Штакельберг; wissenschaftliche Transliteration Ėval'd Antonovič Štakel'berg, * 9. Februar 1847 in Putkas auf Dagö, Gouvernement Estland; † 29. August 1909 ebenda) war ein Seeoffizier, zuletzt Vizeadmiral, der Kaiserlich Russischen Marine.

## Laufbahn
Stackelberg war ein Spross des weitverzweigten balten-deutschen Adelsgeschlechts Stackelberg. Er trat 1866 in die russische Marine ein und erhielt sein Offiziersdiplom 1871 nach erfolgreicher Absolvierung der Marinekadettenanstalt in Sankt Petersburg. 1876 schloss er seine Ausbildung als Marineingenieur ab. Im Russisch-Osmanischen Krieg 1877–1878 wurde er mit dem Orden des Heiligen Wladimir 4. Klasse mit Goldenen Schwertern und dem Sankt-Stanislaus-Orden II. Klasse Schwertern und Schleife ausgezeichnet. 1886 wurde er, inzwischen Kapitän 2. Ranges, Erster Offizier auf der Korvette Askold (russisch Аскольд), wurde aber noch im gleichen Jahr als Erster Offizier auf die Panzerfregatte General-Admiral (russisch Генерал-Адмирал) versetzt. 1889 wurde er noch einmal kurzzeitig Erster Offizier auf der Askold, bevor er 1890 sein erstes eigenes Schiff erhielt, zunächst als Kommandant des Kanonenboots Grosa (russisch Гроза), dann von 1890 bis 1892 als Kommandant des großen Panzerkanonenboots Gremjaschi (russisch Гремящий). In den Jahren 1893 und 1894 befehligte er das Schulschiff Skobelew (russisch Скобелев). 1895 erfolgte seine Beförderung zum Kapitän 1. Ranges, und als solcher war er bis 1901 Kommandant der kaiserlichen 4000-t-Yacht Polarstern (russisch Полярная звезда).
Stackelberg wurde 1901 zum Konteradmiral befördert. Anfang September 1902 verließ er Kronstadt mit einem Überführungsverband, bestehend aus den Linienschiffen Retwisan und Pobeda, sechs Kreuzern (Pallada, Diana, Nowik, Bogatyr, Bojarin, Askold) und sieben Torpedobootszerstörern (fünf der Forel-Klasse aus französischer Produktion sowie zwei, Boiki und Burny, aus russischer Fertigung), zur Verstärkung des Pazifikgeschwaders der Baltischen Flotte. Nach seiner Ankunft in Port Arthur im Frühjahr 1903 wurde er stellvertretender Befehlshaber des Geschwaders unter Vizeadmiral Stark. Strategische Planungen seitens Admiral Alexejews, Gouverneur im Fernen Osten, führten zur Aufstellung einer separaten Kreuzerabteilung mit Wladiwostok als Basis, deren Kommando Stackelberg am 20. Junijul./ 3. Juligreg. 1903 übernahm. Im September 1903 verlegte er seine Schiffe (Panzerkreuzer Rossija, Gromoboi und Rurik und Geschützter Kreuzer Bogatyr) von Port Arthur nach Wladiwostok, wo der Hilfskreuzer Lena (ehemaliger Transporter Cherson der Freiwilligen Flotte) zu seinem Verband stieß.
Am 16. Januarjul./ 29. Januargreg. 1904 trat Stackelberg schwer erkrankt von seinem Kommando zurück. Zu seinem Nachfolger ernannte Gouverneur Alexejew Kapitän Reitzenstein. Nach Ausbruch des Russisch-Japanischen Kriegs begleitete Stackelberg dennoch als Passagier den ersten Vorstoß (27. Januarjul./ 1. Februargreg.-9. Februarjul./ 14. Februargreg.) der Kreuzerabteilung in japanische Gewässer, bevor er dann als stellvertretender Befehlshaber der Baltischen Flotte nach Europa zurückberufen wurde, eine Position, die er bis 1907 innehatte.
Im November 1904 war Stackelberg Vorsitzender des Marinekriegsgerichts, das den Kapitän Nikolai Lawrentjewitsch Klado am 26. November 1904 in einem Disziplinarverfahren wegen seiner öffentlichen Polemik gegen die Marineführung zu 15 Tagen Arrest verurteilte. Ebenso war er Mitglied der beiden Kommissionen, die nach der Seeschlacht im Gelben Meer (10. August 1904) und der Seeschlacht bei Tsushima (27.–28. Mai 1905) mit der Aufarbeitung der Ereignisse beauftragt wurden. 1907 wurde er zum Vizeadmiral befördert und zum Befehlshaber des Pazifischen Geschwaders ernannt. Diese Stellung hatte er bis 1908 inne.
Stackelberg ging 1908 in Pension und starb im folgenden Jahr.